# Cabeza de Perro

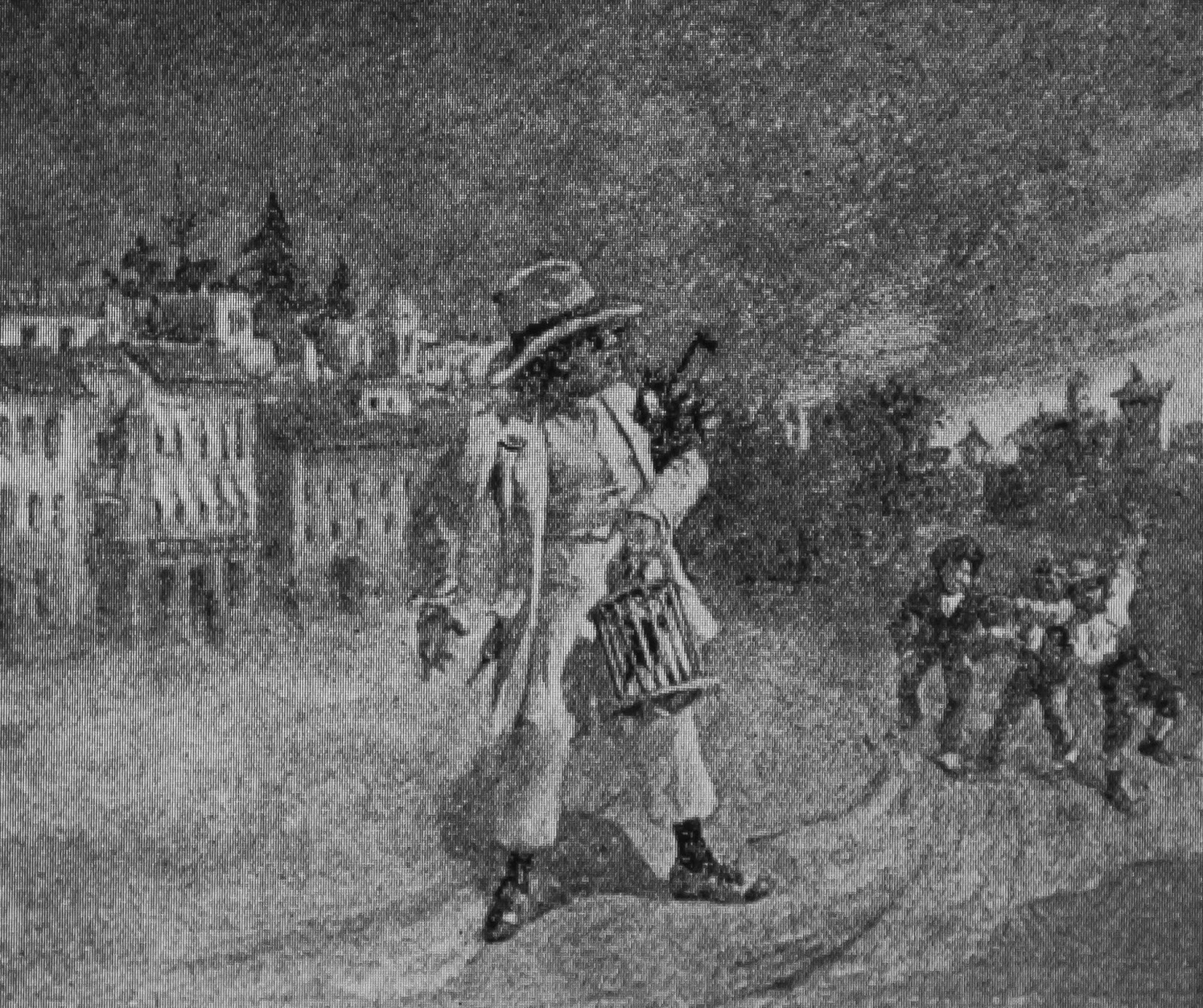
Illustration des Cabeza de Perro in Teneriffa (1897).

Cabeza de Perro (* 1800 in Igueste de San Andrés, Teneriffa, Kanarische Inseln als Ángel García; † unbekannt in Santa Cruz de Tenerife) war ein spanischer Pirat.
Derzeit wird jedoch angenommen, dass er eine fiktive Figur ist, die auf der Figur von Amaro Pargo basiert.

## Biographie
Cabeza de Perro hat sich der Piraterie seit seiner Jugend gewidmet. Er war an der afrikanischen Küste und vor allem auch in der Karibik tätig. Im Ortsteil San Lázaro von La Habana (Kuba) besaß er ein großes Gut, wo er die gestohlenen Schätze verbarg. 
Die berühmteste Geschichte, die man mit Cabeza de Perro verbinden kann, war ein Angriff auf ein Boot, das die Route zwischen La Habana und New York City befuhr. Die gesamte Besatzung wurde getötet. Eine Frau und deren Sohn, die sich zunächst versteckt hatten, wurden über Bord geworfen, als das Schiff sank. Sie wurden von einem italienischen Schiff aufgenommen und waren die einzigen Überlebenden des Piratenangriffs.
Cabeza de Perro zeigte sich nach einigen Jahren reumütig. Er kehrte in seine Heimat zurück und gab die Piraterie auf. Dennoch wurde er auf der Insel Teneriffa gefangen genommen und in Santa Cruz de Tenerife erschossen.
Ähnlich wie bei dem berühmten Piraten Amaro Pargo gibt es einen Volksglauben, dass Cabeza de Perro einen Schatz in einer Höhle an einem Strand in der Nähe seiner Heimatstadt versteckt hätte.